# 浜田玄達

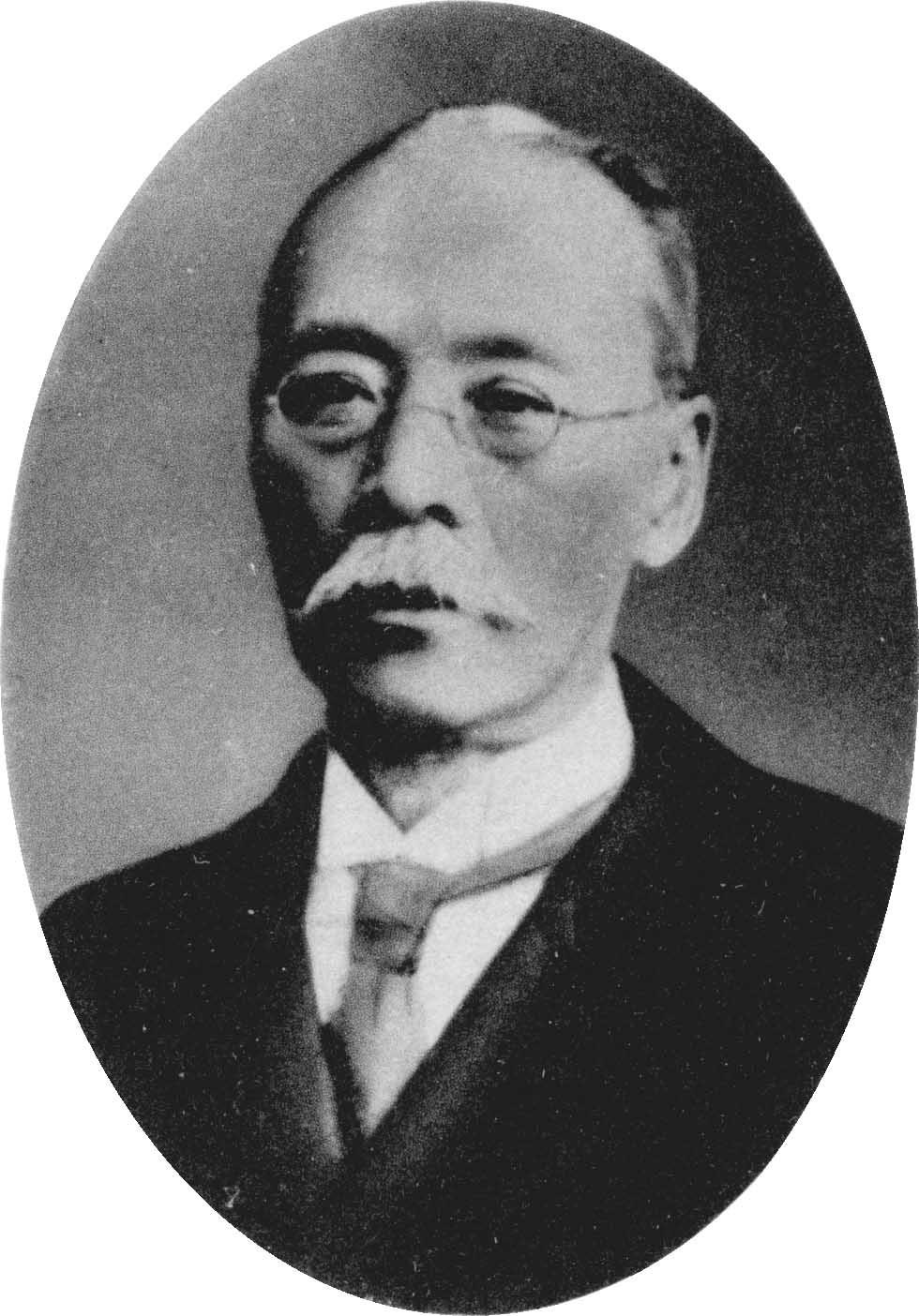
浜田玄達

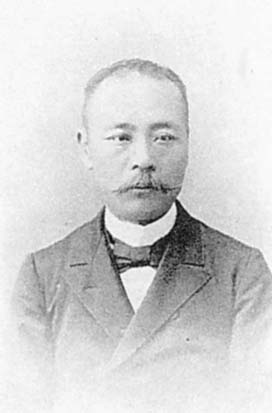
浜田玄達

浜田 玄達（はまだ げんたつ、旧字体：濱田 玄達、嘉永7/安政元年11月26日〈1855年1月14日〉 - 1915年〈大正4年〉2月16日）は、日本の産婦人科医。医学博士。東京帝国大学医科大学教授、医科大学長を歴任。日本婦人科学会初代会長。日本における産科婦人科学及び助産師（産婆）養成の基礎づくりに貢献した。

## 経歴

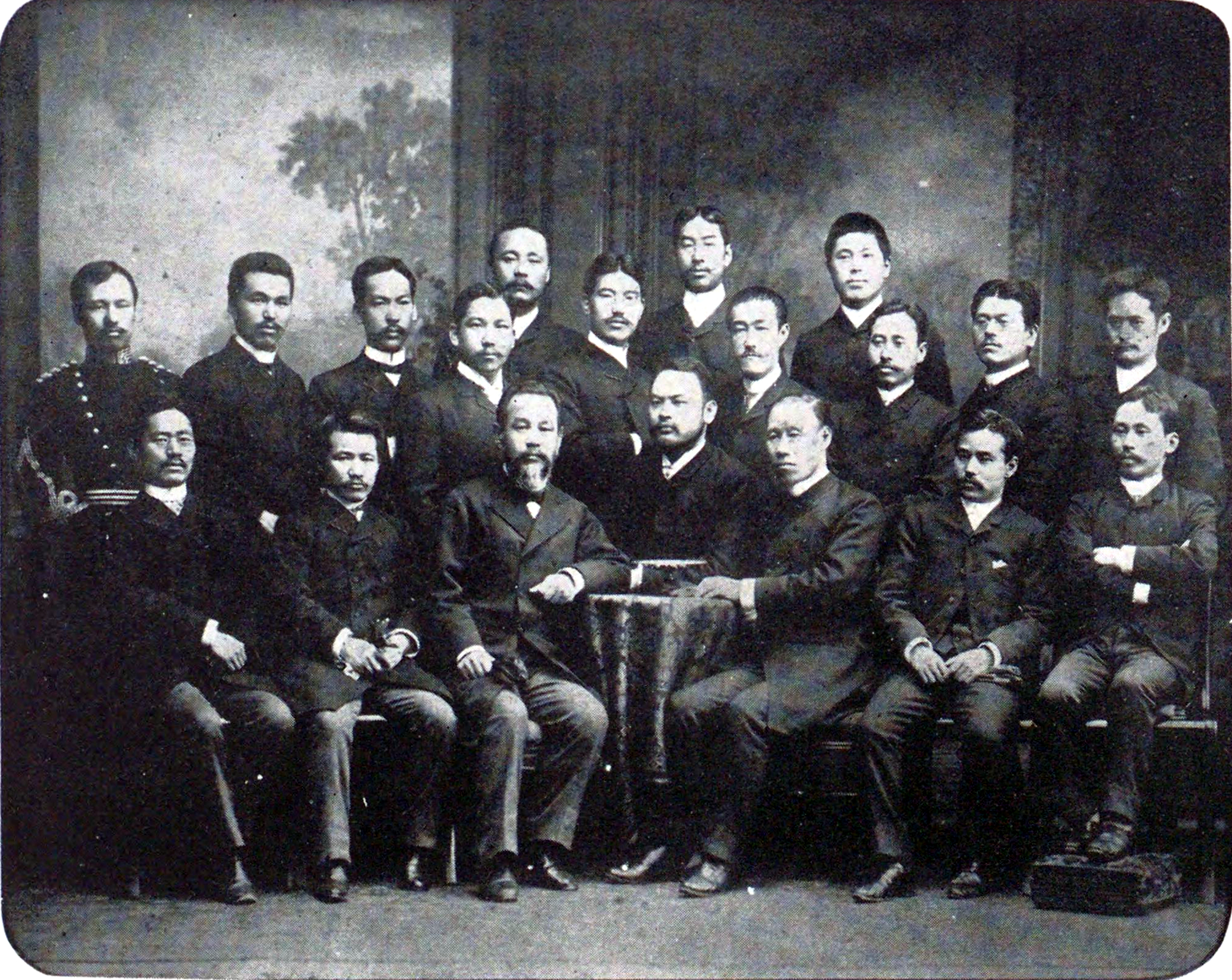
1888年、プロイセン王国ベルリン市にて日本人留学生と。前列左より河本重次郎、山根正次、田口和美、片山國嘉、石黑忠悳、隈川宗雄、尾澤主一。中列左から森林太郎、武島務、中濱東一郎、佐方潜蔵（のち侍医）、島田武次（のち宮城病院産科長）、谷口謙、瀬川昌耆、北里柴三郎、江口襄。後列左から濱田、加藤照麿、北川乙治郎

肥後国宇土郡里浦村（現・熊本県宇城市三角町大岳）において、熊本藩の医師濱田玄齊（波多村の医家からの養子）の長男として生まれた（旧名は慶吉）。数え2歳で母を、11歳で父を亡くし、父方の伯父のもとで読書習字をならい、14歳で儒医福田元澤に入門、調剤の傍ら漢学及び蘭学を兼修した。1870年（明治3年）10月開設の西洋医学の藩立病院、通称・古城医学校（熊本大学医学部の源流）への入学を許され、翌年招聘されたオランダ人軍医マンスフェルトに師事した。同窓には緒方正規、北里柴三郎らがいた。
マンスフェルトから緒方らとともに上京を勧められたが、学費の目処がたたず、辛うじて地元商家の学資支援を受け、1871年（明治4年）10月に大学東校入学（74年東京医学校に改称、77年東京大学医学部に改組）、極貧を凌ぎ苦学の末、1880年（明治13年）7月に東京大学医学部を首席で卒業し、医学士となった。同年、古城医学校の系譜を継いだ熊本医学校教頭及び熊本県病院御用掛となり、医学校一等教諭、附属病院長、医学校長等を歴任。篤学の生徒には夜に自宅でドイツ語を教授したという。
1884年（明治17年）10月に依願退職し、念願の留学を実行に移し、私費で帝政ドイツへ渡った。1885年（明治18年）2月シュトラスブルク大学（現・ストラスブール大学）に入学、産科婦人科学を専攻しフロイントに師事していたところ、東京大学医学部産婦人科学教授清水郁太郎の急逝（2月）に伴い、同年4月文部省の命令で官費留学（産科婦人科学専修留学生）に切り替えられた。1886年（明治19年）11月にはミュンヘン大学へ転学してヴィンケルに師事、翌年3月からは同大学附属の産科兼婦人科病院の当直医として実習した。
1888年（明治21年）8月に帰国すると、翌9月に帝国大学医科大学教授に就任、産科婦人科教室主任となる。翌年7月に大学の命で三宅秀・緒方正規・片山国嘉他とともに「本邦男女婚姻年齢取調委員」を務め、1890年（明治23年）2月には渡辺洪基総長に「産婆養成所」開設建議案を提出、その新設にこぎつけた。1891年（明治24年）8月、学位令に基づき医学博士の学位を授与され、1893年（明治26年）9月に産科学婦人科学講座担任を被命、1896年（明治29年）9月には小金井良精に代わり医科大学長に就任した。しかし、1898年（明治31年）4月、子宮がん手術中に腐敗分泌物の飛沫を左眼に浴び視力が大幅に低下、外国文献を読むことも困難となり、職務に支障をきたしたため、同年9月末日に医科大学長を辞し（後任は緒方正規）、1900年（明治33年）4月に依願退官した。
その後は、売りに出されていた神田区駿河台袋町の東京産科婦人科病院（増田知正設立）を買取り、1901年（明治34年）4月から院長として私立病院経営に携わり（のちに浜田産科婦人科病院に改称、通称浜田病院）、病院付属「私立東京産婆講習所」も継承した。1902年（明治35年）4月、満を持して創立された「日本婦人科学会」の初代会長に就任（1913年まで在任）、1903年（明治36年）8月には宮内省御用掛に任ぜられた。
晩年は胃癌を患うなか、1914年（大正3年）3月、帝国大学令第13条に基づき勅旨を以て東京帝国大学名誉教授の名称を授与され、佐藤三吉博士による手術も試みられたが、1915年〈大正4年〉2月16日午前1時20分、駿河台袋町の本邸にて永眠。本人の遺志に基づき、浜田病院にて病理解剖（長與専斎執刀）が行われた。同月19日の葬儀に際しては、勅使により祭祀料及び白絹一匹が下賜され、大雨の中、青山の式場まで棺を乗せた馬車に儀仗兵一大隊が付き、会葬者は各界より千五、六百名に及んだという。火葬後、雑司ヶ谷霊園に埋葬。
その後、浜田病院の経営は、同郷の後輩である副院長の小畑惟清に引き継がれた。
生誕百周年にあたる1955年、熊本県より昭和30年度（第8回）熊本県近代文化功労者として顕彰された。

## エピソード
1891年（明治24年）3月6日、浜田は福澤諭吉の三女で当時17歳の俊（しゅん）が患った卵巣囊腫を手術で摘出、俊は同月24日に無事退院した。
福澤は翌3月25日付『時事新報』の社説「同情相憐」にて、「凡そ病に好む可きものはなけれども、不治の症とて迚も治療は叶はぬと定まりたるものより恐ろしきはなし。然るに近来は医術の次第に進むに従ひ昔日は不治と称して医師に見放されたる病も、今は容易に治療して人命を救ふこと多し、即ち婦人の卵巣囊腫に手術を施して病の根を絶つが如き其例の一なり」と書き起こし、親友長與専斎から「当今府下に於て婦人科専門第一旒の医師にして手術の経験も多く、是れまでの手際も最も慥（たしか）なるは大学病院婦人科院長濱田玄達氏」と紹介され、手術にいたる経緯と、人情と道理の狭間で揺れる親としての苦悩を実体験に基づき赤裸々に綴った。後段では浜田による摘出手術の成功率の高さを示し、「此点より見れば手術も決して恐るるに足らざるが如し」と述べ、「思ふに日本国中の婦人にて嚢腫の不幸に罹る者は何千何万の数にして、手術を受けたる人は其内の何分一もなく、空しく不治の難症に苦痛して遂に斃るることならん。吾々は去年来その心配を共にしたる者なれども、今日は既に之を免かれて重荷を卸し、其喜ばしくして愉快なるは一天晴渡りて日月清明なるが如くなれば、今は一歩を進めて此喜びを天下同苦の人と共にせんことを思ひ、一片の婆心以て筆を労するものなり」と結んだ。
教え子の佐伯理一郞の解説によれば、清水郁太郎亡き後、東京大学医学部婦人科を兼任していたお雇外国人ユリウス・スクリバ（佐伯自身も師事）は卵巣囊腫摘出手術を計9回行い、ことごとく不幸な結果に至ったため、以後婦人科の外科手術は一切行われず、浜田が帰国するまで産科婦人科は「暗黒の時代」にあったという。

## 没後の事件
1921年（大正10年）6月17日、浜田玄達の長女・栄子（18）が、前日の服毒（殺鼠剤）により死亡、遺書を残しての自殺だった。お茶の水高等女学校（東京女高師附属高等女学校）在学中だった栄子は、母親の甥と数年前から恋仲になり、結婚を望んだが周囲が反対、その後同棲、退学、妊娠、出産した赤子は二日で夭折。また、浜田家の長男・捷彦は放蕩の末、廃嫡となり、遺産相続権が栄子に移されていた事情も重なり、自殺に至る顛末は栄子の遺書の公開とともに、当時の新聞雑誌のセンセーショナリズムの標的となり、同年中には当該事件に関する書籍も多数出版、世間の一大関心事に仕立てられた。

## 業績
- 『産婆学』秋香堂、1891年。
- 「脾臓ノ『エヒノコツクス』発見」『東京医事新誌』1882年（推定）[25]。
- 「婦人ニ於ケル尿淋瀝症ノ外科的療法二件」『中外医事新報』第259/260号、日本医史学会、1891年1月。
- 「子宮筋瘤ノ薬物治験」『第2回 日本医学会誌』日本医学会、1894年。
- 「娩随ト共ニ娩出セシ子宮粘膜下筋腫ノ供覧」『第1回 日本婦人科学会報告』日本婦人科学会、1903年。
- 「子宮全体摘出術」の新法案出（1888年）。[26]

## 栄典
- 1891年（明治24年）12月21日 - 正七位[27]
- 1894年（明治27年）2月28日 - 従六位[28]
- 1896年（明治29年）3月30日 - 正六位[29]
- 1898年（明治31年）4月30日 - 従五位[30]
- 1898年（明治31年）12月10日 - 正五位[31]
- 1900年（明治33年）5月30日 - 従四位[32]
- 1900年（明治33年）6月30日 - 勲四等瑞宝章[33]
- 1911年（明治44年）12月26日 - 勲三等瑞宝章[34]
- 1914年（大正3年）3月28日 - 東京帝国大学名誉教授の名称授与[22]